# Cios poniżej pasa (film)
Cios poniżej pasa (oryginalny tytuł: Waist Deep) – amerykański film akcji w reżyserii Vondie Curtis-Halla. W rolach głównych wystąpili Tyrese Gibson, Meagan Good, raper Game i Kimora Lee Simmons. Film w sumie zarobił 21 318 194 dolarów w samych Stanach Zjednoczonych (stan na 30 lipca 2006). Produkcja była także dostępna w formie DVD i Blu-ray.

## Fabuła
Film opowiada historię O2 (Tyrese Gibson) – byłego kryminalisty, który postanawia ułożyć swoje życie. Ku dojścia do celu, jego przeciwnikiem staje się gangster Meat (Game), który porywa jego syna. O2 szuka pomocy u Coco (Meagan Good), z którą wspólnie rozpoczyna poszukiwania syna.

## Obsada
- Tyrese Gibson jako O2
- Meagan Good jako Coco
- Larenz Tate jako Lucky
- Jayceon Terrell Taylor jako Big Meat
- Henry Hunter Hall jako Junior
- Julius Denem jako P Money
- Arnold Vosloo jako detektyw Stone